# Die neununddreißig Stufen
Die neununddreißig Stufen (englisch The Thirty-Nine Steps) ist ein Spionageroman des schottischen Schriftstellers John Buchan aus dem Jahr 1915. Die deutschsprachige Erstausgabe erschien 1967 von Edward Gorey illustriert im Diogenes Verlag. Der Roman wurde mehrmals verfilmt, zuerst 1935 von Alfred Hitchcock.

## Handlung
Der Ich-Erzähler Richard Hannay hat den größten Teil seines Lebens in Rhodesien verbracht und lebt nun seit einigen Wochen in London. Gerade als er beginnt, sich in der Großstadt zu langweilen, wird er eines Abends im Mai 1914 von dem Amerikaner Franklin P. Scudder, einem Nachbarn, den er bislang nur vom Sehen kannte, aufgesucht. Dieser erzählt ihm eine haarsträubende Geschichte: Er sei auf seinen vielen Reisen auf die Spur einer anarchistischen Verschwörung gekommen mit dem Ziel, den griechischen Premierminister Karolides während seines Staatsbesuches in London zu ermorden und einen Krieg auszulösen. Die Verschwörer ihrerseits wären ihm auf die Spur gekommen und er habe seinen Tod vorgetäuscht. Er bittet Hannay, ihn bis zum 15. Juni, dem Tag des geplanten Attentats, zu verstecken. Am nächsten Tag wird eine Leiche in Scudders Wohnung gefunden, und Hannay ist bereit, ihm die ganze Geschichte zu glauben. Als er vier Tage später in seine Wohnung zurückkehrt, findet er Scudders Leiche mit einem Messer im Rücken.
Hannay befürchtet zum einen, dass die Polizei ihn für Scudders Mörder halten wird, zum anderen, dass die Verschwörer ihn als Mitwisser ihres Komplotts beseitigen wollen. Er fühlt sich verpflichtet, an Scudders Stelle den griechischen Premierminister zu retten. Mit der Uniform eines Milchmanns kann er aus seinem Haus, das bereits überwacht wird, entkommen. Er beschließt, sich in Galloway bis zum Attentat zu verstecken und nimmt einen Zug Richtung Schottland.
Dort angekommen bemerkt er schnell, dass sowohl die Polizei als auch die Verschwörer
ihm auf die Spur gekommen sind. Hannay beginnt eine Flucht durch die dünn besiedelte, kahle Heide- und Moorlandschaft, die durch den Umstand, dass seine Gegner über ein Flugzeug verfügen, erschwert wird. In einer ruhigen Phase gelingt es ihm, den Code in Scudders Notizbuch zu knacken. Der Text entspricht nicht dem, was Scudder ihm erzählt hat: Der Mord an Karolides sei nur eine Ablenkung und der Krieg wäre eh unausweichlich. Eine deutsche Agentengruppe mit dem Namen Schwarzer Stein will an die britischen Flottenpläne gelangen, die am 15. Juni mit Frankreich abgestimmt werden sollen. Weiter werden mehrmals Neununddreißig Stufen erwähnt, ein Ausdruck, der für Hannay rätselhaft bleibt, sowie in dem Zusammenhang Flut um 10:17 Uhr abends.
Bei einem Unfall, den er mit einem Auto, das er seinen Verfolgern gestohlen hat, verursacht hat, lernt er den Lokalpolitiker Sir Harry kennen. Er vertraut ihm und erzählt ihm alles, was er von Scudder oder aus seinem Notizbuch erfahren hat. Sir Harry schreibt einen Brief an seinen Paten Sir Walter, der beim Foreign Office arbeitet und mit dessen Hilfe Hannay in Kontakt mit Verantwortlichen der Regierung treten kann.
Hannay will sich noch eine Weile in der schottischen Einöde verstecken, bevor er sich auf den Rückweg nach London macht. Doch er wird von seinen Verfolgern entdeckt und muss wieder fliehen. Dabei sucht er ausgerechnet im Haus der deutschen Spione Schutz. Diese sperren ihn in einen Lagerraum, aus dem er jedoch mittels einer selbst gebastelten Bombe entkommen kann. Er versteckt sich bei einem hilfsbereiten Straßenarbeiter und erholt sich von den Verletzungen, die er bei der Explosion erlitten hat.
Zwei Wochen später ist er im Landhaus Sir Walters in Berkshire. Als sie über die Angelegenheit reden, wird Sir Walter angerufen und erhält die Nachricht, dass Karolides ermordet wurde. Hannay erfährt vom Treffen des Franzosen Royer mit Vertretern der britischen Admiralität in London, bei dem die britischen Flottenpläne besprochen werden sollen.
Mittlerweile in London ist er davon überzeugt, dass der Schwarze Stein bei diesem Treffen zuschlagen wird. Er eilt zu dem Haus des Treffens und erkennt im vermeintlichen Ersten Seelord, der die Versammlung als erster verlassen hat, einen der Männer, die ihn in Schottland gefangen hielten. Dank des photographischen Gedächtnisses des Doppelgängers sind die Flottenpläne gefährdet, wenn der Spion entkommen kann.
Mit den Angaben aus Scudders Notizbuch kann Hannay den Plan der Spione enträtseln. Sie wollen England mit einem Schiff verlassen, das nur mit der Flut um 10:17 Uhr die Küste anlaufen kann. Eine Treppe mit neununddreißig Stufen markiert die Stelle. Mit Hilfe der Gezeitentabelle und der Ortskenntnis eines Beamten der Küstenwache finden sie den Ort an der Küste von Kent, ein Haus auf einer Klippe mit einer Treppe zum Strand. Auf dem Meer wartet bereits eine Yacht. Zwei der drei Spione können im Haus überwältigt werden, der dritte kann noch zur Yacht gelangen, doch die ist bereits in britischer Hand. Das Geheimnis der Flottenpläne bleibt gewahrt.

## Hintergrund
John Buchan schrieb Die neununddreißig Stufen ab August 1914, als er sich von einer Krankheit erholte. Bei Ausbruch des Ersten Weltkriegs, Kanada trat am 4. August in den Krieg ein, war er zu alt und zu krank, um in der Armee dienen zu können. Er arbeitete stattdessen im War Propaganda Bureau, vollendete seinen Roman und veröffentlichte ihn in Fortsetzungen im Sommer 1915 im  Blackwood's Magazine, Im Oktober 1915 erschien er dann als Buch.
Der Roman ist der erste einer Reihe mit der Figur Richard Hannay, deren Vorbild Edmund Ironside, ein britischer Spion während des Zweiten Burenkriegs war.

## Adaptionen
Der Roman  wurde dreimal für das Kino verfilmt, zuerst 1935 von Alfred Hitchcock, der sehr frei mit der Vorlage umging, dann 1959 von Ralph Thomas, ein farbiges Remake des Hitchcock-Films. Die 1978er-Verfilmung von Don Sharp orientiert sich mehr an der Romanvorlage. 2008 erschien eine Fernsehverfilmung der BBC.
In der Theateradaption von 2005 wurde die Spionagegeschichte von Patrick Barlow in eine Komödie umgeschrieben.
Des Weiteren wurden von der BBC mehrere Hörspielfassungen des Romans produziert.

## Nachweise
1. 1 2  The Thirty-Nine Steps bei der John Buchan Society
2. ↑  Zur Erstausgabe (Memento vom 13. Oktober 2013 im Internet Archive)
3. ↑  Geoffrey PowellJohn Buchan's Richard Hannay auf HistoryToday
4. ↑  The 39 Steps bei IMDb
5. ↑  John Buchan - radio plays